# Elwha (Washington)
Elwha es un área no incorporada ubicado en el condado de Clallam en el estado estadounidense de Washington.

## Geografía
Elwha se encuentra ubicado en las coordenadas 48°3′35″N 123°35′35″O / 48.05972, -123.59306.